# Pierre-Claude de la Fléchère

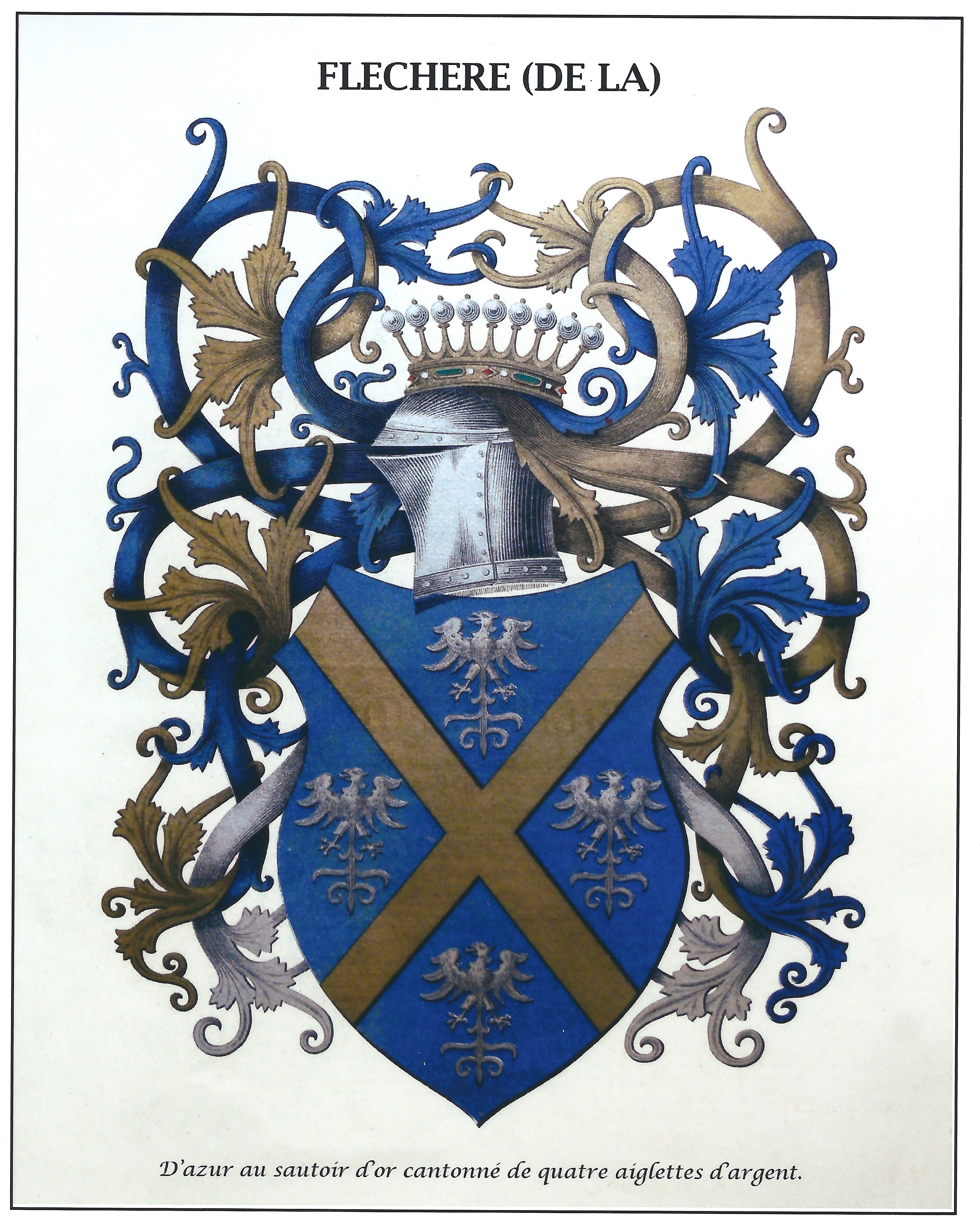
Brasão de armas

Pierre-Claude de la Fléchère, senhor de Symond, de Châtillon e de Sierne, depois conde de Veyrier, nasceu 7 de Fevereiro de 1722 à Châtillon (comuna de Étrembières) e morreu 2 de Abril de 1790 à Veyrier, tendo sido uma importante  personagem política sarda (Ducado de Saboia) e o principal promotor da cidade de Carouge.

## Senhor "de la Fléchère"
Segundo o autor do Armorial de Saboia, os "de la Fléchère" seriam de origem escocesa com o sobrenome "Flescher", antes de afrancesar o nome e de se instalar em Saint-Jeoire na atual Alta Saboia, onde construiu o castelo de Beauregard, praça-forte que controlava o acesso ao vale de Risse , a família ilustrou-se em diferentes momentos da vida da Saboia, e em particular em 1366 na Cruzada do Oriente pelo qual lhe foi permitido pintar bandas brancas na parte superior dos muros do castelo de Beauregard, o que ainda é visível hoje em dia.
Mais tarde, o casamento de um dos descendentes - François-Marie - que casou em 1654 com a sobrinha do Bispo de Genebra - Jean d'Arenthon d'Alex - selou definitivamente a união desta família com as mais nobres instâncias da nobreza da Saboia.

## Veyrier e previlérios reais
Pierre-Claude de la Fléchère, que residiu em Châtillon (comuna de Étrembières), obteve em 1770 a unificação da suas terras e foi eleito conde de Veyrier. Construiu o castelo de Veyrier em 1769, renovou a igreja da localidade, secou os pântanos e mandou construir a ponte de Sierne sobre o Rio Arve. 

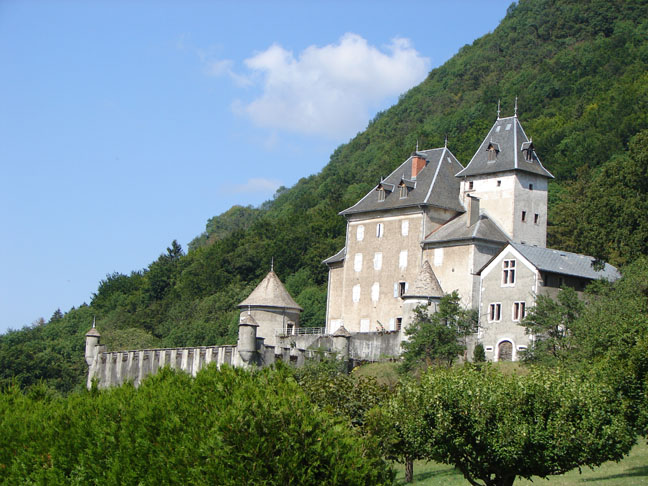
O castelo de Veyrier

 Em 1775 obteve do rei Victor-Amadeu III privilégios para desenvolver a economia do território de Carouge, cedida em 1754 ao Reino da Sardenha pela República de Gengibre

## Política de Avant Garde
Principal promotor do crescimento da cidade de Carouge, vai concretizar o seu projeto  pela aplicação de um conceito político particularmente liberal que se apoia sobre a tolerância promulgada pelo rei Victor-Amadeu III a 27 de Agosto de 1787 em relação aos judeus domiciliados na cidade  .
Foi assim que os franco-maçons, os protestantes , mesmo os judeus, beneficiavam de direitos comuns e de total liberdade de culto  e como que a prova-lo há o fato do Senhor de la Fléchère ter dado parte da seu vastos domínios senhoriais para a construção de uma sinagoga, que funcionou até 1859, data em que foi substituída pela construção da Grande Sinagoga de Genebra. Pierre-Claude de la Fléchère, conde de Veyrier, morreu em 1790 sem ter visto realizado um dos seus sonhos, fazer vir muçulmanos a Carouge e erigir uma mesquita.
Deixou uma larga correspondência, principalmente com o poder em Turim de quem dependia, que tem sido amplamente utilizada nas numerosas obras sobre a cidade de Carouge e da sua história.

## Curiosidades
- fr:Armorial et nobiliaire de Savoie